# Sig Herzig
Sig Herzig, nascut Siegfried Maurice Herzig (Nova York, 25 de juliol de 1897 - Thousand Oaks, 12 de març de 1985) va ser un guionista i dramaturg estatunidenc.

## Biografia
Va començar la seva carrera com a director del curtmetratge de comèdia Husband and Strife (1922), però va canviar per crear línies argumentals per a més de tres dotzenes de pel·lícules mudes. Els seus crèdits posteriors a la pantalla van incloure els guions d' Artists and Models (1937), Marry the Girl (1937), On Your Toes (1939), Sunny (1941), I Dood It (1943), El meu xicot és boig (1945), London Town (1946), i Three on a Spree (1961), una altra adaptació de El meu xicot és boig .
Els crèdits teatrals d'Herzig a Broadway inclouen The Vanderbilt Revue (1930), Shoot the Works (1931), Ballyhoo of 1932 (1932), Vickie (1942) i Bloomer Girl (1944). Els seus crèdits televisius inclouen Topper, Private Secretary i Sugarfoot .

## Filmografia parcial
- Object: Alimony (1928)
- The Lone Wolf's Daughter (1929)
- Romance in the Rain (1934)
- Lottery Lover (1935)
- Broadway Gondolier (1935)
- Old Man Rhythm (1935)
- Millions in the Air (1935)
- Colleen (1936)
- Sing Me a Love Song (1936)
- Ready, Willing, and Able (1937)
- Artists and Models (1937)
- Marry the Girl (1937)
- Varsity Show (1937)
- Gold Diggers in Paris (1938)
- Four's a Crowd (1938)
- Going Places (1938)
- Em van fer un criminal (They Made Me a Criminal) (1939)
- Indianapolis Speedway (1939)
- On Your Toes (1939)
- I Wanted Wings (1941)
- Sunny (1941)
- My Favorite Spy (1942)
- I Dood It (1943)
- Meet the People (1944)
- El meu xicot és boig (Brewster's Millions) (1945)
- Where Do We Go from Here? (1945)
- London Town (1946)
- Three on a Spree (1961)